# Marchalina hellenica
Marchalina hellenica là một loài côn trùng trong họ Margarodidae. Loài này được Gennadius miêu tả khoa học đầu tiên năm 1883.
Đây là loài gây hại của cây Pinus sylvestris, phát triển phổ biến ở Thổ Nhĩ Kỳ.